# 20e session du Comité du patrimoine mondial
La 20e session du Comité du patrimoine mondial a eu lieu du 2 décembre 1996 au 7 décembre 1996 à Mérida, au Mexique.

## Participants

### États membres du comité
21 États membres du comité ont participé à la 20e session :
- Allemagne (vice-présidence)
- Australie (vice-présidence)
- Bénin
- Brésil
- Canada
- Chine
- Cuba
- Chypre
- Égypte
- Équateur
- Espagne
- États-Unis
- France
- Italie (vice-présidence)
- Japon (vice-présidence)
- Liban
- Malte
- Maroc (vice-présidence)
- Mexique (présidence)
- Niger (rapporteur)
- Philippines

### États observateurs
Aux côtés de ces 21 États membres, 25 États observateurs ont également participé à la 20e session du comité :
- Arabie saoudite
- Argentine
- Autriche
- Belize
- Corée du Sud
- Finlande
- Grèce
- Guatemala
- Hongrie
- Indonésie
- Malaisie
- Mauritanie
- Norvège
- Pakistan
- Pays-Bas
- Pologne
- Portugal
- Slovaquie
- Slovénie
- Suède
- Suisse
- Thaïlande
- Uruguay
- Vatican
- Viêt Nam

### Organisations internationales
Des représentants de cinq organisations internationales ont également participé, à titre consultatif :
- Centre international d'études pour la conservation et la restauration des biens culturels (ICCROM)
- Conseil international des monuments et des sites (ICOMOS) et de
- Fédération internationale des architectes-paysagistes (en) (IFLA)
- Organisation des villes du patrimoine mondial (OVPM)
- Union internationale pour la conservation de la nature (UICN)

## Inscriptions

### Patrimoine mondial
Le Comité vote l'inscription de 37 biens sur la liste du patrimoine mondial : 31 biens de type culturel, 2 biens de type mixte et 4 biens de type naturel. La liste compte alors 505 biens protégés.
L'Arménie, l'Autriche et le Belize connaissent leurs premières inscriptions.
Les critères indiqués sont ceux utilisés par l'Unesco depuis 2005, et non pas ceux employés lors de l'inscription des sites. Par ailleurs, les superficies mentionnées sont celles des biens actuels, qui ont pu être modifiées depuis leur inscription.
| Id. | Bien                                                                                         | Pays       | Superficie (ha) | Critères et notes | Coordonnées | Illus. |
| --- | -------------------------------------------------------------------------------------------- | ---------- | --------------- | --- | --- | --- |
| 292 | Cathédrale de Cologne                                                                        | Allemagne  | 258             | Culturel, (i), (ii), (iv) | 50° 56′ 28″ N, 6° 57′ 25″ E | |
| 729 | Bauhaus et ses sites à Weimar et Dessau                                                      | Allemagne  | 3,75            | Culturel, (ii), (iv), (vi) Le bien comprend cinq sites distincts : anciennes écoles d'art et d'art appliqué (de), et maison Am Horn (de) à Weimar ; bâtiment du Bauhaus et maisons de maîtres (de) à Dessau. Étendu en 2017 à six nouveaux sites à Dessau et Bernau, et renommé « Bauhaus et ses sites à Weimar, Dessau et Bernau ». | 50° 58′ 26″ N, 11° 19′ 41″ E 50° 58′ 30″ N, 11° 19′ 41″ E 50° 58′ 26″ N, 11° 20′ 20″ E 51° 50′ 20″ N, 12° 13′ 37″ E 51° 50′ 35″ N, 12° 13′ 19″ E                                    | |
| 783 | Monuments commémoratifs de Luther à Eisleben et Wittenberg (de)                              | Allemagne  | 0,83            | Culturel, (iv), (vi) Six sites : maison natale (de) et maison de décès (de) de Martin Luther à Eisleben ; maison de Luther, maison de Melanchthon (de), église du château et église Notre-Dame (de) à Wittemberg. - The Castle Church | 51° 31′ 37″ N, 11° 33′ 00″ E 51° 31′ 41″ N, 11° 32′ 38″ E 51° 51′ 50″ N, 12° 39′ 07″ E 51° 51′ 54″ N, 12° 39′ 04″ E 51° 51′ 58″ N, 12° 38′ 17″ E 51° 51′ 58″ N, 12° 38′ 42″ E       | |
| 777 | Monastère de Haghbat                                                                         | Arménie    | 0,75            | Culturel, (i), (ii), (iv) Étendu en 2000 au monastère de Sanahin et renommé « Monastères de Haghbat et de Sanahin ». | 41° 05′ 42″ N, 44° 42′ 36″ E | |
| 784 | Centre historique de la ville de Salzbourg                                                   | Autriche   | 236             | Culturel, (ii), (iv), (vi) | 47° 48′ 00″ N, 13° 02′ 46″ E | |
| 786 | Palais et jardins de Schönbrunn                                                              | Autriche   | 186,28          | Culturel, (i), (iv) | 48° 11′ 06″ N, 16° 18′ 43″ E | |
| 764 | Réseau de réserves du récif de la barrière du Belize                                         | Belize     | 96 300          | Naturel, (vii), (ix), (x) L'inscription concerne 7 zones protégées : - Parc national et réserve marine Bacalar Chico (en) - Monument naturel Grand Trou Bleu - Monument naturel Caye Half Moon - Réserve marine South Water Caye (en) - Réserve marine Récif Glover - Parc national Caye Laughing Bird - Réserve marine Cayes Sapodilla En péril entre 2009 et 2018 | 17° 18′ 37″ N, 87° 32′ 04″ O 17° 02′ 28″ N, 87° 32′ 31″ O 16° 43′ 08″ N, 88° 08′ 56″ O 16° 49′ 04″ N, 87° 47′ 28″ O 16° 26′ 18″ N, 88° 11′ 50″ O 15° 56′ 42″ N, 88° 16′ 19″ O       | |
| 778 | Parc national de Lushan                                                                      | Chine      |                 | Culturel, (ii), (iii), (iv), (vi) | 29° 25′ 59″ N, 115° 52′ 01″ E | |
| 779 | Paysage panoramique du mont Emei, incluant le paysage panoramique du grand Bouddha de Leshan | Chine      | 15 400          | Mixte, (iv), (vi), (x) | 29° 32′ 42″ N, 103° 46′ 08″ E | |
| 782 | La Lonja de la seda de Valence                                                               | Espagne    | 0,2             | Culturel, (i), (iv) | 39° 28′ 26″ N, 0° 22′ 41″ E | |
| 781 | Ville historique fortifiée de Cuenca                                                         | Espagne    | 22,79           | Culturel, (ii), (v) | 40° 04′ 37″ N, 2° 07′ 55″ O | |
| 751 | Usine de traitement du bois et de carton de Verla                                            | Finlande   | 22,78           | Culturel, (iv) | 61° 03′ 43″ N, 26° 38′ 28″ E | |
| 770 | Canal du Midi                                                                                | France     | 1 172           | Culturel, (i), (ii), (iv), (vi) | 43° 36′ 40″ N, 1° 24′ 58″ E | |
| 709 | Haut Svaneti                                                                                 | Géorgie    | 1,06            | Culturel, (iv), (v) | 42° 54′ 54″ N, 43° 00′ 32″ E | |
| 780 | Site archéologique d'Aigai (nom moderne Vergína)                                             | Grèce      | 1 421           | Culturel, (i), (iii) | 40° 28′ 16″ N, 22° 19′ 05″ E | |
| 758 | Abbaye bénédictine millénaire de Pannonhalma et son environnement naturel                    | Hongrie    | 47,4            | Culturel, (iv), (vi) | 47° 33′ 32″ N, 17° 47′ 02″ E | |
| 593 | Site des premiers hommes de Sangiran                                                         | Indonésie  | 5 600           | Culturel, (iii), (vi) | 7° 24′ 00″ S, 110° 49′ 01″ E | |
| 757 | Sceilg Mhichíl                                                                               | Irlande    | 21,9            | Culturel, (iii), (iv) | 51° 46′ 01″ N, 10° 31′ 59″ O | |
| 398 | Castel del Monte                                                                             | Italie     | 3,1             | Culturel, (i), (ii), (iii) | 41° 05′ 06″ N, 16° 16′ 16″ E | |
| 789 | Centre historique de la ville de Pienza                                                      | Italie     | 4,41            | Culturel, (i), (ii), (iv) | 43° 04′ 37″ N, 11° 40′ 44″ E | |
| 787 | Les trulli d'Alberobello                                                                     | Italie     | 11              | Culturel, (iii), (iv), (v) | 40° 46′ 59″ N, 17° 14′ 13″ E | |
| 788 | Monuments paléochrétiens de Ravenne                                                          | Italie     | 1,32            | Culturel, (i), (ii), (iii), (iv) 8 sites distints : mausolées de Galla Placidia et de Théodoric ; basiliques Saint-Vital, Sant'Apollinare nuovo et Sant'Apollinare in Classe ; baptistères des Orthodoxes et des Ariens ; chapelle archiépiscopale | 44° 25′ 12″ N, 12° 11′ 46″ E | |
| 775 | Mémorial de la paix d'Hiroshima (Dôme de Genbaku)                                            | Japon      | 0,4             | Culturel, (vi) La décision d'inscrire le mémorial est fortement contestée. Les États-Unis se dissocient de cette décision, estimant qu'elle ne prend pas en compte la perspective historique du bombardement atomique d'Hiroshima et que les sites liés à des conflits armés sont en dehors du cadre de la Convention pour la protection du patrimoine mondial. La Chine émet également des réserves, estimant que le certaines personnalités japonaises nient les victimes asiatiques de la Seconde Guerre mondiale et qu'une telle protection servirait leurs intérêts. | 34° 22′ 59″ N, 132° 27′ 00″ E | |
| 776 | Sanctuaire shinto d'Itsukushima                                                              | Japon      | 431             | Culturel, (i), (ii), (iv), (vi) | 34° 17′ 38″ N, 132° 19′ 30″ E | |
| 793 | Ville historique de Meknès                                                                   | Maroc      |                 | Culturel, (iv) | 33° 52′ 59″ N, 5° 33′ 29″ O | |
| 750 | Anciens ksour de Ouadane, Chinguetti, Tichitt et Oualata                                     | Mauritanie |                 | Culturel, (iii), (iv), (v) | 20° 55′ 44″ N, 11° 37′ 26″ O 20° 27′ 47″ N, 12° 22′ 01″ O 18° 25′ 08″ N, 9° 28′ 08″ O 17° 18′ 00″ N, 7° 01′ 59″ O                                                                   | |
| 791 | Ville précolombienne d'Uxmal                                                                 | Mexique    | 2 060           | Culturel, (i), (ii), (iii) Comprend 4 sites distincts : Uxmal, Sayil, Kabah et Labná | 20° 21′ 32″ N, 89° 46′ 16″ O 20° 10′ 41″ N, 89° 39′ 07″ O 20° 14′ 53″ N, 89° 38′ 49″ O 20° 10′ 19″ N, 89° 34′ 44″ O                                                                 | Vue d'ensemble de la pyramide du magicien |
| 792 | Zone de monuments historiques de Querétaro (es)                                              | Mexique    | 258             | Culturel, (ii), (iv) | 20° 34′ 59″ N, 100° 22′ 01″ O | Panorama du centre de Santiago de Querétaro ; le jardin Zenea occupe les deux-tiers droits de la photographie, tandis que la façade principale du temple de Saint-François-d'Assise s'étend sur le côté gauche. |
| 749 | Parc national du W du Niger                                                                  | Niger      | 220 000         | Culturel, (ix), (x) Étendu au Bénin et au Burkina Faso en 2017 et renommé « Complexe W-Arly-Pendjari ». | 12° 21′ N, 2° 21′ E | |
| 759 | Ligne de défense d'Amsterdam (nl)                                                            | Pays-Bas   | 17 576          | Culturel, (ii), (iv), (v) Le bien regroupe 45 ouvrages de fortifications. Il est étendu en 2021 et renommé « Lignes d’eau de défense hollandaises ». | 52° 22′ 26″ N, 4° 53′ 35″ E | |
| 755 | Centre historique de Porto, Pont Luiz I et Monastère de Serra do Pilar (pt)                  | Portugal   |                 | Culturel, (iv) | 41° 08′ 31″ N, 8° 37′ 01″ O | |
| 754 | Lac Baïkal                                                                                   | Russie     | 8 800 000       | Naturel, (vii), (viii), (ix), (x) | 53° 10′ 26″ N, 107° 39′ 47″ E | |
| 765 | Volcans du Kamchatka                                                                         | Russie     | 3 995 769,37    | Naturel, (vii), (viii), (ix), (x) Six sites : - Parc naturel du Klioutchevskoï | 54° 45′ 00″ N, 161° 00′ 00″ E 51° 57′ 00″ N, 158° 00′ 00″ E 53° 28′ 01″ N, 159° 00′ 00″ E 56° 19′ 59″ N, 158° 30′ 00″ E 51° 57′ 00″ N, 158° 00′ 00″ E 56° 06′ 00″ N, 160° 33′ 00″ E | |
| 774 | Région de Laponie                                                                            | Suède      | 940 000         | Mixte, (iii), (v), (vii), (viii), (ix) | 67° 19′ 01″ N, 17° 34′ 01″ E | |
| 762 | Ville-église de Gammelstad, Luleå                                                            | Suède      | 16,40           | Culturel, (ii), (iv), (v) | 65° 37′ 55″ N, 22° 01′ 34″ E | |
| 763 | Paysage culturel de Lednice-Valtice                                                          | Tchéquie   | 14 320          | Culturel, (i), (ii), (iv) | 48° 46′ 34″ N, 16° 46′ 30″ E | |
| 718 | Réserve de faune à okapis                                                                    | Zaïre      | 1 372 625       | Naturel, (x) En péril depuis 1997. | 2° 00′ N, 28° 30′ E | |

### Extension
Le bien suivant, inscrit lors d'une session précédente, est significativement étendu.
| Id. | Bien                                                  | Pays   | Critères et notes | Coordonnées                  | Illus. |
| --- | ----------------------------------------------------- | ------ | --- | ---------------------------- | ------ |
| 712 | Ville de Vicence et les villas de Palladio en Vénétie | Italie | Culturel, (i), (ii) Le bien est inscrit en 1994 sous le nom « Vicence, ville de Palladio » ; il est étendu à 22 villas palladiennes et renommé en conséquence. | 45° 32′ 56″ N, 11° 32′ 56″ E |        |

### Patrimoine en péril
Le comité approuve l'inscription de quatre biens sur la liste du patrimoine mondial en péril.
| Id. | Bien                                | Pays     | Critères et notes | Coordonnées                  | Illus. |
| --- | ----------------------------------- | -------- | --- | ---------------------------- | ------ |
| 9   | Parc national du Simien             | Éthiopie | Naturel, (vii), (x) Inscrit au patrimoine mondial en 1978, le parc est considéré comme en péril à cause d'une perte de biodiversité (particulièrement du bouquetin d'Abyssinie), d'un empiétements des activités humaines sur les limites du site et des impacts liés à la construction de routes. Le bien est retiré de la liste du patrimoine en péril en 2017. | 13° 10′ 59″ N, 38° 04′ 01″ E |        |
| 196 | Réserve de la biosphère Río Plátano | Honduras | Naturel, (vii), (viii), (ix), (x) Inscrit en 1982, le bien subit entre autres de nombreux empiétements agricoles. Il est retiré de la liste du patrimoine en péril en 2007, mais y est à nouveau placé depuis 2011. | 15° 44′ 38″ N, 84° 40′ 30″ O |        |
| 8   | Parc national de l'Ichkeul          | Tunisie  | Naturel, (x) Inscrit en 1980, la construction de deux barrages a eu un énorme impact sur les zones humides du site. Le bien est retiré de la liste du patrimoine en péril en 2006. | 37° 10′ 01″ N, 9° 40′ 01″ E  |        |
| 136 | Parc national de la Garamba         | Zaïre    | Naturel, (vii), (x) Inscrit en 1980, le parc a déjà été considéré comme en péril entre 1984 et 1992. Il est à nouveau placé sur la liste du patrimoine en péril à cause du conflit dans la région des Grands Lacs et le demeure en 2024. | 4° 00′ N, 29° 15′ E          |        |